# Superbolide des Célèbes du 8 octobre 2009
Le superbolide des Célèbes du 8 octobre 2009 est survenue en Indonésie ce jour-là vers 3 h 0 UTC, près de la ville côtière de Watampone (surnommée Bone), dans le Sulawesi du Sud. L’impacteur s’est brisé à une hauteur estimée à entre 15  et   20 kilomètres. L’énergie de l’impact est estimée à entre 10  et   50 kilotonnes d’équivalent TNT, la limite supérieure étant plus probable. La taille de l’impacteur était probablement entre 5  et   10 mètres de diamètre,,,,.